# Abd Allah ibn Jahsh
ʿAbd Allāh ibn Jaḥsh (in arabo عَبْد ٱلله ابْن جَحْش‎?; La Mecca, 785 c. – Uḥud, 23 marzo 625) è stato un Sahaba di Maometto.
Era fratello di Zaynab bint Jahsh, che sposò il Profeta, diventando quindi per questo suo cognato.
Sposò Fāṭima bint Abī Ḥubaysh, cugina di Khadīja, del clan dei Banu Asad, da cui ebbe un figlio di nome Muḥammad, che consentì al padre di fregiarsi della Kunya Abū Muḥammad. Sua madre Umayma era invece figlia di ʿAbd al-Muṭṭalib, così da risultare zia di Muḥammad.
Si unì agli altri musulmani nella Piccola Egira in Abissinia e più tardi fu inviato da Maometto a Yathrib per istruirvi i nuovi fedeli.
Dopo aver comandato la spedizione di Nakhla, combatté nella Battaglia di Uḥud, dove fu ucciso, appena quarantenne, da al-Ḥakam ibn al-Akhnas b. Shurayq al-Thaqafī, mentre non era stato presente alla battaglia di Badr perché si allontanò dal luogo poco prima dell'agguato dei musulmani.
Mus'ab ibn 'Umayr (cognato anch'egli di Maometto) e ʿAbd Allāh ibn Jahsh furono inumati nello stesso luogo in cui aveva trovato sepoltura Hamza ibn Abd al-Muttalib, zio del Profeta e dello stesso ʿAbd Allāh, e su quel luogo più tardi fu edificata una moschea commemorativa.